# Márcio Bittencourt
Márcio Bittencourt (São José dos Campos, 19 oktober 1964) is een voormalig Braziliaans voetballer en trainer.

## Biografie
Bittencourt begon zijn carrière in 1985 Corinthians. In 1988 won hij met de club het Campeonato Paulista. Twee jaar later won hij opnieuw die titel en daarbovenop ook nog eens de landstitel. Van 1992 tot 1995 speelde hij dan voor Internacional. Hier kon hij geen basisplaats afdwingen. Al op 29-jarige leeftijd beëindigde hij zijn profcarrière.
In 1991 speelde hij vier wedstrijden voor het nationale elftal. Zijn eerste wedstrijd was op 28 mei 1991 in een vriendschappelijke wedstrijd tegen Bulgarije. Kort daarna riep bondscoach Paulo Roberto Falcão hem op voor de Copa América 1991, waar hij drie wedstrijden speelde.
Na zijn spelerscarrière werd hij trainer vanaf 2005.